# Härmsångare
Härmsångare (Hippolais icterina) är en fågel som tillhör familjen rörsångare (Acrocephalidae) som tidigare ingick i familjen sångare. Den häckar från Centraleuropa och Skandinavien österut genom Asien till Altaj. Vintertid flyttar den till tropiska Afrika. Arten är mycket lik och nära släkt med den västligare polyglottsångaren. IUCN kategoriserar den som livskraftig.

## Kännetecken

### Utseende
Härmsångaren är en medelstor sångare som mäter 12–13,5 cm och väger 14–20 gram. Den har ganska stort huvud, långa vingar och ganska kort, tvärt avskuren stjärt. Könen är lika tecknade med grågrön ovansida och jämnt ljusgul undersida. Den har blygrå ben och lång bredbasig näbb med orange undre och grå övre näbbhalva. Härmsångaren är till utseendet mycket lik polyglottsångaren som ersätter dess utbredningsområde i sydvästra Europa. Förutom skillnader i sång har härmsångaren mycket längre handpenneprojektion (lika lång som tertiallängden), tydligt ljuskantade armpennor som skapar en ljus vingspegel på den hoplagda vingen och polyglottsångaren har brunaktiga eller gråbruna ben. Juvenilen om hösten har en något ljusare fjäderdräkt.

### Läten
Härmsångarens lockläte på häckningsplats låter ungefär "tä-tä-hyi" och vid oro ger den ifrån sig korta serier med "tä tä tä..." Dess sång är snabb (dock långsammare än kärrsångaren) och ljudlig och den väver in härmningar av andra arters sång. Trots sitt namn är den dock inte lika skicklig imitatör som exempelvis kärrsångaren. Ett återkommande sångläte är nasala gnälliga toner "gie gie gie" som kan associeras med lätet från en delfin. Den väver även in sitt igenkännbara lockläte i sången. Eftersom den tillbringar vinterhalvåret, i Afrika, kan den även under sommartid i Sverige väva in härmningar från afrikanska fågelarter vilket gör att fågelskådare med stor kunskap om fågelsång i vissa fall kan utröna var i Afrika en individ övervintrat.

## Utbredning
Härmsångaren häckar i Europa och Asien. Utbredningsområdet sträcker sig från nordöstra Frankrike i väster. Den förekommer i stora delar av södra och mellersta Skandinavien men längre norrut utmed kusterna i Norge och Bottenviken. Som längst norrut häckar den i Narvik i Norge, lokalt norr om Rovaniemi i Finland och på Onegahalvön vid Vita havet. Vidare sträcker sig utbredningsområdet genom Centraleuropa så långt söderut som till bulgariska Svartahavskusten, och österut genom Europeiska Ryssland och norra Kazakstan till allra västligaste delen av Altaj. Det finns även en isolerad häckningspopulation i norra Iran. Dess utbredningsområde ligger till 75–94 % i Europa. Den är en flyttfågel som övervintrar i tropiska Afrika från Viktoriasjön i nordöstra Afrika till Angolas kust i väster, Malawisjön och Moçambiques kust i öster och Östra Kapprovinsen i söder. I norra Europa förekommer den från maj till augusti.

### Förekomst i Sverige

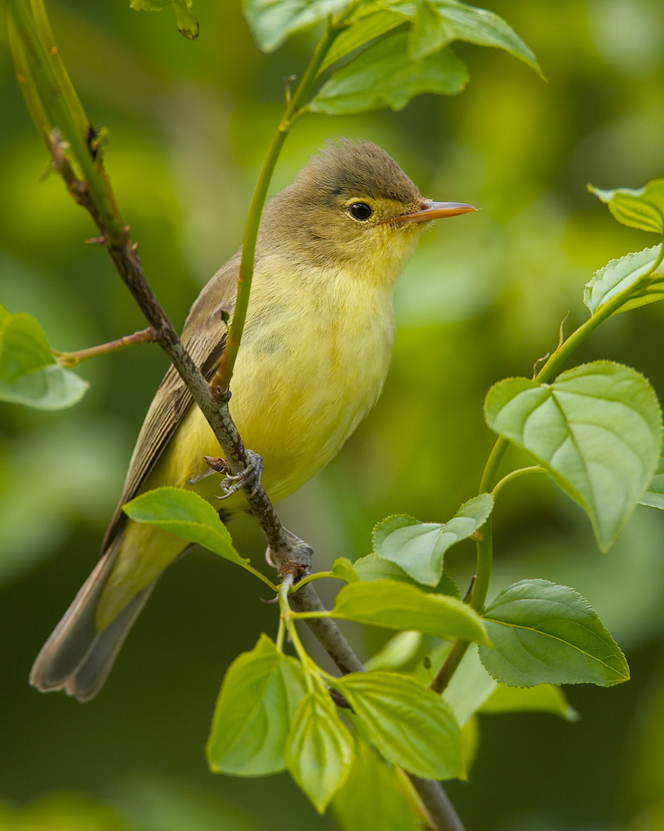
Härmsångaren föredrar lummig lövskog och kan ofta vara svår att få syn på.

Härmsångaren häckar i hela Sverige så långt norrut som till Skellefteå, men är vanligast i kustområdena i söder. Den befinner sig i genomsnitt bara 2,5 månader i Sverige per år vilket gör den till en av de häckfåglar som befinner sig kortaste tiden i landet.

## Systematik
Härmsångaren behandlas som monotypisk, det vill säga inte delas in i några underarter. Den är närmast släkt med polyglottsångaren (H. polyglotta).

### Familjetillhörighet
Tidigare fördes rörsångarna liksom ett mycket stort antal andra arter till familjen Sylviidae, tidigare kallad rätt och slätt sångare. Forskning har dock visat att denna gruppering är missvisande, eftersom då även välkända och mycket distinkta familjer som svalor, lärkor och stjärtmesar i så fall bör inkluderas. Idag delas därför Sylviidae upp i ett flertal familjer, däribland Acrocephalidae. 

## Ekologi

### Häckning
Härmsångaren förekommer främst i lummig lövskog med undervegetation av hägg, hassel och slån, gärna lite fuktig och av parkliknande karaktär. Den häckar även i alkärr och exempelvis i renodlad björkskog med risig undervegetation, gärna angränsande till en vassjö. Den föredrar att sitta högt uppe i ett träd och sjunga vilket den gör under dygnets ljusa timmar. Den blir könsmogen efter ett år och den huvudsakliga häckningsperioden är från maj till juli. Den bygger ett välbyggt skålformat bo av kvistar, strån, löv och gräs som den placerar lågt i träd eller buskar. Honan lägger fyra till sex rosafärgade ägg med svarta prickar. Äggen ruvas av båda föräldrarna i 13 dygn. Juvenilerna blir flygga efter 13 dygn. Härmsångaren känner lätt igen ett gökägg och kastar ut det ur boet. Den lägger bara en kull per häckningssäsong.

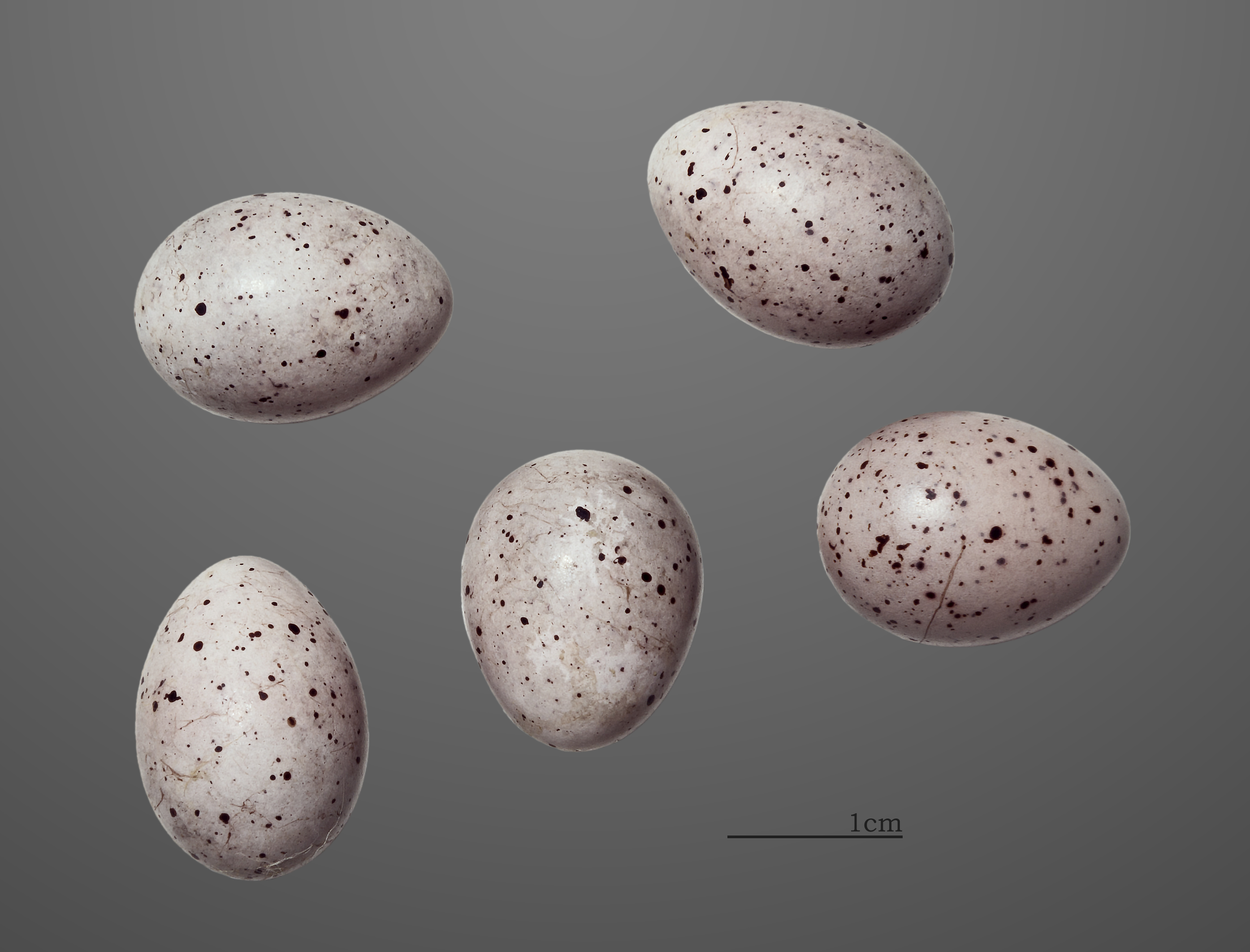
Härmsångarens ägg.

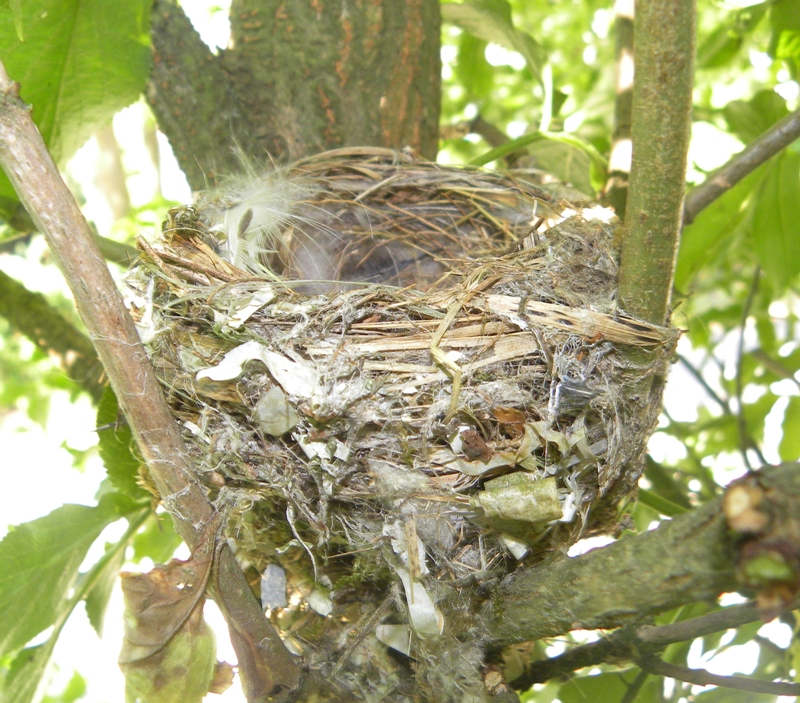
Ett härmsångarbo.

### Föda
Den livliga härmsångaren letar ständigt efter föda och befinner sig sällan på marken. Liksom de flesta sångarna är lever härmsångaren främst av insekter och spindlar, men kan även äta bär på sensommaren.

## Härmsångaren och människan

### Status och hot
I Europa uppskattas häckningspopulationen uppgå till mellan 3 7200 000 och 6 500 000 häckande par. Europa tros utgöra cirka 85 % av artens utbredningsområde, varför den globala populationen mycket preliminärt kan uppskattas till 8 750 000–15 300 000 vuxna individer. Härmsångaren har ett mycket stort utbredningsområde och en stor global population. Trots att utvecklingstrenden bedöms som negativ kategoriserar Birdlife International därför arten som livskraftig (LC).
Härmsångaren tros minska i antal delvis på grund av konkurrens med systerarten polyglottsångare i västra delen av utbredningsområdet. Denna har ökat i antal och spridit sig mot norr och öster.

### Status i Sverige
I Sverige ökar härmsångaren i antal, de senaste tio åren med mellan 16 och 69 procent. Beståndet bedöms som livskraftigt, varför den inte upptas i Artdatabankens rödlista. 2018 uppskattades det svenska beståndet till 58 000 par.

### Namn
Härmsångaren har även kallats för bland annat gulsångare, gulbrösta och bastardnäktergal.

## Referenser

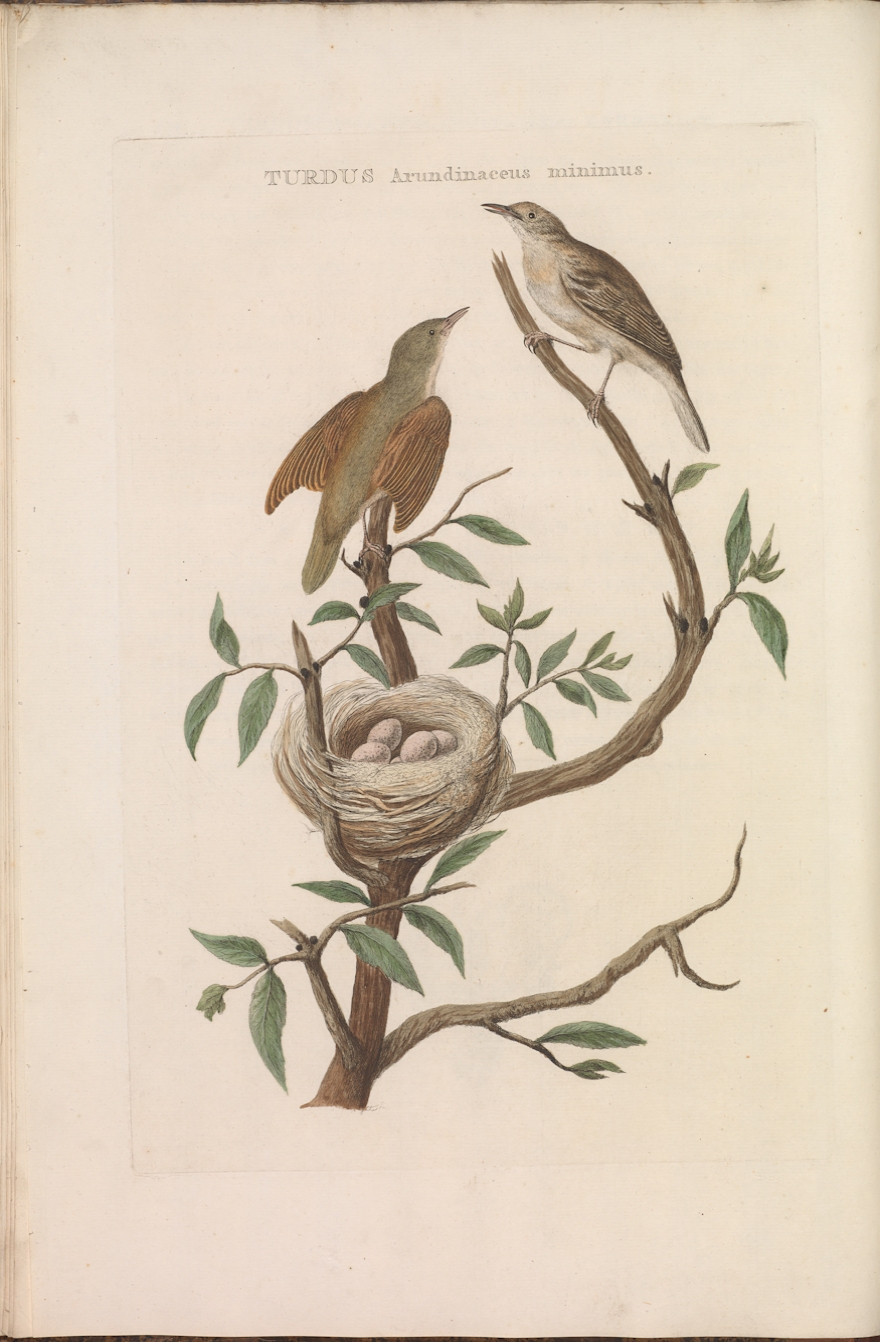
Härmsångare in Nederlandsche Vogelen, 1789